# Ainavillo
Ainavillo (... – Penco, 12 marzo 1550) è stato un condottiero nativo americano.
Era il toqui, ovverosia il capo dell'esercito nominato durante il tempo di guerra dalla tribù indigena cilena dei Mapuche, che provò a fermare Pedro de Valdivia, conquistatore spagnolo e primo governatore del Cile, dall'invasione degli europei avvenuta nel 1550.
Portò circa 20.000 combattenti, provenienti dalle province di Nuble, Itata, Renoguelen, Guachimavida, Marcande, Gualqui, Penco, e Talcaguano, nell'attacco a sorpresa notturno al campo di Valdivia nella battaglia di Andalien.
Il 24 gennaio 1550 Pedro de Valdivia attraccò sulle coste cilene, nei pressi del golfo di Arauco, dove sfocia il fiume "Bio-Bio" (il secondo in Cile per lunghezza). Durante la fase di l'esplorazione del territorio si imbatté in numerosi gruppi di indigeni, con i quali ebbe vari scontri.
Dopo aver esaminato il territorio, decise infine di raggiungere una piana presente tra i fiumi Regione del Bío Bío e Andalien, per utilizzarla come accampamento.

Durante la seconda notte di permanenza dell'esercito spagnolo, i Mapuche tentarono un'azione militare, approfittando sia dell'oscurità sia del fattore sorpresa, che avrebbe dovuto, secondo i loro piani, non rendere disponibili i temuti cavalieri europei e i loro archibugi. In realtà, gli spagnoli erano ben protetti dalle guardie e allertati in tempo si prepararono all'assalto, che respinsero dopo tre ore di combattimento. Oltre 3000 indigeni furono uccisi, mentre gli spagnoli accusarono soprattutto numerosi ferimenti subiti dai loro cavalli. 
Il giorno seguente al combattimento, i conquistatori ripresero le loro operazioni di esplorazione del territorio.
Il toqui Ainavillo, nel giro di pochi giorni riorganizzò i suoi uomini e il 12 marzo 1550, guidò un esercito di oltre sessantamila Mapuche, all'assalto del forte situato a Penco, luogo dove si erano installati i conquistatori, in quella che viene conosciuta come la "Battaglia di Penco". Lo scontro fu vinto dalle truppe spagnole e il toqui Ainavillo fu ucciso in battaglia, assieme ad un numero di circa quattromila suoi subalterni.